# Tadija Kačar
Tadija Kačar (* 16. Januar 1956 in Jajce, Bosnien und Herzegowina, Jugoslawien) ist ein ehemaliger jugoslawischer Boxer. Sein größter Erfolg war der Gewinn der Silbermedaille im Halbmittelgewicht bei den Olympischen Spielen 1976 in Montreal.
Er ist der ältere Bruder des Boxers Slobodan Kačar, der bei den Olympischen Spielen 1980 in Moskau die Goldmedaille im Halbschwergewicht gewann und als Profiboxer den IBF-Weltmeistertitel im Halbschwergewicht erkämpfte.

## Boxkarriere
Er trainierte zusammen mit seinem Bruder Slobodan beim Boxclub Vojvodina Novi Sad und gewann 1974 die Silbermedaille im Weltergewicht bei der Junioren-Europameisterschaft in Kiew und 1975 die Goldmedaille im Weltergewicht bei der Junioren-Balkanmeisterschaft in Bursa.
1976 gewann er Silber im Halbmittelgewicht bei der Balkanmeisterschaft in Zagreb und startete bei den Olympischen Spielen 1976 in Montreal, wo er ebenfalls die Silbermedaille im Halbmittelgewicht erkämpfte. Nach Siegen gegen Poul Frandsen, Mohammad Azarhazin, Vasile Didea und Rolando Garbey, war er erst im Finale gegen Jerzy Rybicki unterlegen.
1977 gewann er im Halbschwergewicht die Balkanmeisterschaft in Bursa, verlor jedoch bei der Europameisterschaft 1977 in Halle (Saale) noch in der Vorrunde. 1978 und 1979 wurde er mit Finalsiegen gegen Dragomir Vujković jeweils Jugoslawischer Meister im Halbschwergewicht
1978 unterlag er im Finalkampf der Weltmeisterschaft in Belgrad gegen Sixto Soria und wurde Vizeweltmeister im Halbschwergewicht, zudem gewann er 1979 im Mittelgewicht die Mittelmeerspiele in Split. Ebenfalls 1979 gewann er nach einer Finalniederlage gegen Albert Nikoljan die Silbermedaille im Halbschwergewicht bei der Europameisterschaft in Köln.
1981 gelang ihm noch der Gewinn der in Pula ausgetragenen Balkanmeisterschaft im Halbschwergewicht.

## Privates
Kačar ist im bosnischen Jajce geboren, wuchs jedoch ab 1971 mit seiner Familie im serbischen Veternik auf. Während sein Bruder Sreten den Anwaltsberuf erlernte, wurde sein Bruder Slobodan ebenfalls ein erfolgreicher Boxer. Tadija absolvierte die Fakultät für Leibeserziehung und erwarb anschließend einen Master an der Universität Novi Sad. Danach war er in der Privatwirtschaft tätig und auch Präsident der Versammlung des Boxclubs Novi Sad. Er ist ein Onkel des ehemaligen Fußballspielers Gojko Kačar. Seine Söhne Nenad und Nikola wurden Profisportler im Wasserball.